# Acanthopotamon fungosum
Acanthopotamon fungosum е вид ракообразно от семейство Potamidae.

## Разпространение
Видът е разпространен в Индия (Асам) и Тайланд.